# Abdulrazek al-Nadoori
Abdulrazek al-Nadoori (también transliterado como Abddul Razzaq al-Nazhouri o al-Nazhuri) es un militar libio. Desde 2014 es el Jefe del Estado Mayor del Ejército Nacional libio, un grupo armado bajo el control del militar renegado Jalifa Hafter y opuesto al Gobierno de Acuerdo Nacional reconocido por Naciones Unidas.
Además, Nadoori fue nombrado en 2016 gobernador militar de todo el Este de Libia, lo que incluye todo el territorio entre las localidades de Bin Jawad a Derna. Como gobernador, destituyó numerosos alcaldes elegidos democráticamente para reemplazarlos con militares afines. 